# 第1次チャーチル内閣
第1次チャーチル内閣（だいいちじチャーチルないかく）は、第二次世界大戦のために、イギリスの保守党が率いて成立した挙国一致の戦時内閣である。首相にはウィンストン・チャーチルが就任した。大戦勃発後の1940年5月10日から、ドイツ降伏後の1945年5月23日まで続き、その後は第1次チャーチル改造内閣へ引き継がれた。

## 戦時内閣閣僚
名前左、青色は保守党所属、赤色は労働党所属、灰色は国民党を表す。
| 役職                        | 名前 | 名前                       | 名前                                            | 就任       | 退任       | 政党   |
| --------------------------- | ---- | -------------------------- | ----------------------------------------------- | ---------- | ---------- | ------ |
| 第一大蔵卿 国防担当閣外大臣 |      | ウィンストン・チャーチル   | ウィンストン・チャーチル                        | 1940年5月  | 1945年5月  | 保守党 |
| 副首相                      |      | クレメント・アトリー       | クレメント・アトリー                            | 1942年2月  | 1945年5月  | 労働党 |
| 枢密院議長                  |      | ネヴィル・チェンバレン     | ネヴィル・チェンバレン                          | 1940年5月  | 1940年10月 | 保守党 |
| 枢密院議長                  |      | ジョン・アンダーソン       | サー・ジョン・アンダーソン                      | 1940年10月 | 1943年9月  | 国民党 |
| 枢密院議長                  |      | クレメント・アトリー       | クレメント・アトリー                            | 1943年9月  | 1945年5月  | 労働党 |
| 王璽尚書                    |      | クレメント・アトリー       | クレメント・アトリー                            | 1940年5月  | 1942年2月  | 労働党 |
| 王璽尚書                    |      | スタッフォード・クリップス | サー・スタッフォード・クリップス                | 1942年2月  | 1942年10月 | 労働党 |
| 財務大臣                    |      | キングスリー・ウッド       | サー・キングスリー・ウッド                      | 1940年10月 | 1942年2月  | 保守党 |
| 財務大臣                    |      | ジョン・アンダーソン       | サー・ジョン・アンダーソン                      | 1943年9月  | 1945年5月  | 国民党 |
| 外務大臣                    |      | エドワード・ウッド         | 第3代ハリファックス子爵 エドワード・ウッド      | 1940年5月  | 1940年12月 | 保守党 |
| 外務大臣                    |      | アンソニー・イーデン       | アンソニー・イーデン                            | 1940年12月 | 1945年5月  | 保守党 |
| 内務大臣                    |      | ハーバート・モリソン       | ハーバート・モリソン                            | 1942年10月 | 1945年5月  | 労働党 |
| 航空機生産大臣              |      | マクスウェル・エイトケン   | 初代ビーヴァーブルック男爵 マックス・エイトケン | 1940年8月  | 1941年5月  | 保守党 |
| 自治領大臣                  |      | クレメント・アトリー       | クレメント・アトリー                            | 1942年2月  | 1943年9月  | 労働党 |
| 労働・国民兵役大臣          |      | アーネスト・ベヴィン       | アーネスト・ベヴィン                            | 1940年10月 | 1945年5月  | 労働党 |
| 中東弁理公使                |      | オリバー・リトルトン       | オリヴァー・リトルトン                          | 1942年2月  | 1942年3月  | 保守党 |
| 中東弁理公使                |      | リチャード・ケーシー       | リチャード・ケーシー                            | 1942年3月  | 1944年1月  | 国民党 |
| 中東弁理公使                |      | ウォルター・ギネス         | 初代モイン男爵                                  | 1944年1月  | 1944年11月 | 保守党 |
| 無任所大臣                  |      |                            | アーサー・グリーンウッド                        | 1940年5月  | 1942年2月  | 労働党 |
| 国務大臣                    |      | マクスウェル・エイトケン   | 初代ビーヴァーブルック男爵 マックス・エイトケン | 1941年5月  | 1941年6月  | 保守党 |
| 軍需大臣                    |      | マクスウェル・エイトケン   | 初代ビーヴァーブルック男爵 マックス・エイトケン | 1941年6月  | 1942年2月  | 保守党 |
| 軍需生産大臣                |      | マクスウェル・エイトケン   | ビーヴァーブルック卿                            | 1942年2月  | 1942年2月  | 保守党 |
| 軍需生産大臣                |      | オリバー・リトルトン       | オリバー・リトルトン                            | 1942年3月  | 1945年5月  | 保守党 |

## 諸大臣
戦時内閣閣僚らは太字表記
| 役職                             | 名前                                       | 就任           | 政党             | 補足                                                        |
| -------------------------------- | ------------------------------------------ | -------------- | ---------------- | ----------------------------------------------------------- |
| 首相 第一大蔵卿 国防担当閣外大臣 | ウィンストン・チャーチル                   | 1940年5月10日  | 保守党           | 1940年から1942年まで庶民院院内総務を務める                  |
| 大法官                           | サイモン子爵                               | 1940年5月12日  | 自由党国民政府派 |                                                             |
| 枢密院議長                       | ネヴィル・チェンバレン                     | 1940年5月11日  | 労働党           | 1940年11月に死去                                            |
| 枢密院議長                       | サー・ジョン・アンダーソン                 | 1940年10月3日  | 国民党           |                                                             |
| 枢密院議長                       | クレメント・アトリー                       | 1943年9月24日  | 労働党           |                                                             |
| 王璽尚書                         | クレメント・アトリー                       | 1940年5月11日  | 労働党           | 庶民院院内副総務も兼任                                      |
| 王璽尚書                         | サー・スタッフォード・クリップス           | 1942年2月19日  | 労働党           | 庶民院院内総務も兼任                                        |
| 王璽尚書                         | クランボーン子爵                           | 1942年11月22日 | 保守党           | 貴族院院内総務も兼任                                        |
| 王璽尚書                         | ビーヴァーブルック卿                       | 1943年9月24日  | 保守党           |                                                             |
| 財務大臣                         | サー・キングズリー・ウッド                 | 1940年5月12日  | 保守党           | 1940年10月3日から1942年2月19日まで戦時内閣入り              |
| 財務大臣                         | サー・ジョン・アンダーソン                 | 1943年9月24日  | 国民党           |                                                             |
| 財務担当政務官                   | デイヴィッド・マーゲソン                   | 1940年5月17日  | 保守党           |                                                             |
| 財務担当政務官                   | サー・チャールズ・エドワーズ               | 1940年5月17日  | 労働党           |                                                             |
| 財務担当政務官                   | ジェームズ・スチュアート                   | 1941年1月14日  | 保守党           |                                                             |
| 財務担当政務官                   | ウィリアム・ホワイトリー                   | 1942年3月12日  | 労働党           |                                                             |
| 金融担当政務官                   | ハリー・クルクシャンク                     | 1940年5月15日  | 保守党           |                                                             |
| 金融担当政務官                   | ラルフ・アッシュトン                       | 1943年2月7日   | 保守党           |                                                             |
| 金融担当政務官                   | オズバート・ピーク                         | 1944年10月29日 | 保守党           |                                                             |
| 大蔵卿                           | スティーブン・ファーネス                   | 1940年5月12日  | 自由党国民政府派 |                                                             |
| 大蔵卿                           | ジェームズ・スチュアート                   | 1940年5月12日  | 保守党           |                                                             |
| 大蔵卿                           | パトリック・マンロー                       | 1940年5月12日  | 保守党           |                                                             |
| 大蔵卿                           | パトリック・バカン＝ヘプバーン             | 1940年5月12日  | 保守党           |                                                             |
| 大蔵卿                           | W・W・ボールトン                           | 1940年5月12日  | 保守党           |                                                             |
| 大蔵卿                           | ウィルフレッド・パリング                   | 1940年5月18日  | 労働党           |                                                             |
| 大蔵卿                           | ジェームズ・トーマス                       | 1940年6月26日  | 保守党           |                                                             |
| 大蔵卿                           | トーマス・ダグデール                       | 1941年2月8日   | 保守党           |                                                             |
| 大蔵卿                           | ウィリアム・マードック・アダムソン         | 1941年3月1日   | 労働党           |                                                             |
| 大蔵卿                           | アーサー・ヤング                           | 1942年2月23日  | 保守党           |                                                             |
| 大蔵卿                           | ジョン・マッキュエン                       | 1942年3月13日  | 保守党           |                                                             |
| 大蔵卿                           | レスリー・ピム                             | 1942年3月13日  | 保守党           |                                                             |
| 大蔵卿                           | アウレック・ビーチマン                     | 1943年9月25日  | 自由党国民政府派 |                                                             |
| 大蔵卿                           | セドリック・ドリュー                       | 1944年7月3日   | 保守党           |                                                             |
| 大蔵卿                           | ウィリアム・ジョン                         | 1944年10月2日  | 労働党           |                                                             |
| 大蔵卿                           | パトリック・バカン・ヘプバーン             | 1944年12月6日  | 保守党           |                                                             |
| 外務大臣                         | 初代ハリファックス子爵                     | 1940年5月11日  | 保守党           | 1940年10月から貴族院院内総務                                |
| 外務大臣                         | アンソニー・イーデン                       | 1940年12月22日 | 保守党           | 1942年から1945年まで庶民院院内総務                          |
| 外務事務次官                     | ラブ・バトラー                             | 1940年5月15日  | 保守党           |                                                             |
| 外務事務次官                     | リチャード・ロー                           | 1941年7月20日  | 保守党           |                                                             |
| 外務事務次官                     | ジョージ・ヘンリー・ホール                 | 1943年9月25日  | 労働党           |                                                             |
| 内務大臣                         | サー・ジョン・アンダーソン                 | 1940年5月12日  | 国民党           |                                                             |
| 内務大臣                         | ハーバード・モリソン                       | 1940年10月2日  | 労働党           |                                                             |
| 内務事務次官                     | オズバート・ピーク                         | 1940年5月15日  | 保守党           |                                                             |
| 内務事務次官                     | マンスター伯爵                             | 1944年10月31日 | 保守党           |                                                             |
| 内務政務官                       | ウィリアム・マベイン                       | 1940年5月15日  | 自由党国民政府派 |                                                             |
| 内務政務官                       | エレン・ウィルキンソン                     | 1940年10月8日  | 労働党           |                                                             |
| 第一海軍卿                       | A・V・アレクサンダー                       | 1940年5月11日  | 労働党           |                                                             |
| 海軍財務政務官                   | サー・ヴィクター・ウォレンダー準男爵       | 1940年5月17日  | 保守党           |                                                             |
| 海軍民事政務官                   | サー・オースティン・ハドソン準男爵         | 1940年5月15日  | 保守党           |                                                             |
| 海軍民事政務官                   | リチャード・ピルキントン                   | 1942年3月4日   | 保守党           |                                                             |
| 海軍財務官                       | ジョージ・ヘンリー・ホール                 | 1942年2月4日   | 労働党           |                                                             |
| 海軍財務官                       | ジェームズ・トーマス                       | 1943年         | 保守党           |                                                             |
| 農漁食糧大臣                     | ロバート・ハドソン                         | 1940年5月14日  | 保守党           |                                                             |
| 農漁食糧大臣政務官               | モイン卿                                   | 1940年5月15日  | 保守党           |                                                             |
| 農漁食糧大臣政務官               | トム・ウィリアムズ                         | 1940年5月15日  | 労働党           |                                                             |
| 農漁食糧大臣政務官               | ノーフォーク公爵                           | 1941年2月8日   | 保守党           |                                                             |
| 空軍大臣                         | サー・アーチボルド・シンクレア準男爵       | 1940年5月11日  | 自由党           |                                                             |
| 空軍政務次官                     | ハロルド・バルフォア                       | 1940年5月15日  | 保守党           |                                                             |
| 空軍政務次官                     | シャーウッド男爵                           | 1941年7月20日  | 自由党           |                                                             |
| 空軍政務次官                     | ルパート・ブラブナー                       | 1944年11月21日 | 保守党           |                                                             |
| 空軍政務次官                     | クィンティン・ホッグ                       | 1945年4月12日  | 保守党           |                                                             |
| 航空機生産大臣                   | ビーヴァーブルック卿                       | 1940年5月14日  | 保守党           | 1940年8月2日から1941年5月1日まで戦時内閣入り                |
| 航空機生産大臣                   | ジョン・ムーア＝ブラバゾン                 | 1941年5月1日   | 保守党           |                                                             |
| 航空機生産大臣                   | ジョン・ジェスティン・ルーエリン           | 1942年2月22日  | 保守党           |                                                             |
| 航空機生産大臣                   | サー・スタッフォード・クリップス           | 1942年11月22日 | 労働党           |                                                             |
| 航空機生産大臣政務官             | ジョン・ジェスティン・ルーエリン           | 1940年5月15日  | 保守党           |                                                             |
| 航空機生産大臣政務官             | フレデリック・モンタギュー                 | 1941年5月1日   | 労働党           |                                                             |
| 航空機生産大臣政務官             | ベン・スミス                               | 1942年3月4日   | 労働党           |                                                             |
| 航空機生産大臣政務官             | アラン・レノックス＝ボイド                 | 1943年11月11日 | 保守党           |                                                             |
| 民間航空大臣                     | スウィントン子爵                           | 1944年10月8日  | 保守党           | 新設                                                        |
| 民間航空大臣政務官               | ウォルター・パーキンス                     | 1945年3月22日  | 保守党           |                                                             |
| 植民地大臣                       | ロイド卿                                   | 1940年5月12日  | 保守党           | 1940年12月22日から貴族院院内総務                            |
| 植民地大臣                       | モイン卿                                   | 1941年2月8日   | 保守党           | 貴族院院内総務も兼任                                        |
| 植民地大臣                       | クランボーン子爵                           | 1942年2月22日  | 保守党           | 貴族院院内総務も兼任                                        |
| 植民地大臣                       | オリバー・スタンリー                       | 1942年11月22日 | 保守党           |                                                             |
| 植民地大臣事務次官               | ジョージ・ヘンリー・ホール                 | 1940年5月15日  | 労働党           |                                                             |
| 植民地大臣事務次官               | ハロルド・マクミラン                       | 1942年2月4日   | 保守党           |                                                             |
| 植民地大臣事務次官               | デヴォンシャー公爵                         | 1943年1月1日   | 保守党           |                                                             |
| 自治領大臣                       | カルデコート子爵                           | 1940年5月14日  | 保守党           | 貴族院院内総務も兼任                                        |
| 自治領大臣                       | クランボーン子爵                           | 1940年10月3日  | 保守党           |                                                             |
| 自治領大臣                       | クレメント・アトリー                       | 1942年2月19日  | 労働党           |                                                             |
| 自治領大臣                       | クランボーン子爵                           | 1943年9月24日  | 保守党           | 貴族院院内総務も兼任                                        |
| 自治領大臣事務次官               | ジェフリー・シェイクスピア                 | 1940年5月15日  | 自由党国民政府派 |                                                             |
| 自治領大臣事務次官               | ポール・エムリス＝エヴァンス               | 1942年3月4日   | 保守党           |                                                             |
| 戦時経済大臣                     | ヒュー・ドルトン                           | 1940年5月15日  | 労働党           |                                                             |
| 戦時経済大臣                     | セルボーン伯爵                             | 1942年2月22日  | 保守党           |                                                             |
| 戦時経済大臣政務官               | ディングル・フット                         | 1940年5月17日  | 自由党           |                                                             |
| 教育大臣                         | ヘルヴァルド・ラムズバザム                 | 1940年5月14日  | 保守党           |                                                             |
| 教育大臣                         | ラブ・バトラー                             | 1941年7月20日  | 保守党           |                                                             |
| 教育大臣政務官                   | ジェームズ・シューター・エーデ             | 1940年5月15日  | 労働党           |                                                             |
| 食糧大臣                         | ウールトン卿                               | 1940年5月13日  | 保守党           |                                                             |
| 食糧大臣                         | ジョン・ジェスティン・ルーエリン           | 1943年11月11日 | 保守党           |                                                             |
| 食糧大臣政務官                   | ロバート・ブースビー                       | 1940年5月15日  | 保守党           |                                                             |
| 食糧大臣政務官                   | グウィリム・ロイド・ジョージ               | 1940年10月22日 | 自由党           |                                                             |
| 食糧大臣政務官                   | ウィリアム・マベイン                       | 1942年6月3日   | 自由党国民政府派 |                                                             |
| 燃料動力大臣                     | グウィリム・ロイド＝ジョージ               | 1942年6月3日   | 自由党           | 新設                                                        |
| 燃料動力大臣政務官               | ジェフリー・ロイド                         | 1942年6月3日   | 保守党           |                                                             |
| 燃料動力大臣政務官               | トム・スミス                               | 1942年6月3日   | 労働党           |                                                             |
| 保健大臣                         | マルコム・マクドナルド                     | 1940年5月13日  | 労働党国民政府派 |                                                             |
| 保健大臣                         | アーネスト・ブラウン                       | 1941年2月1日   | 自由党国民政府派 |                                                             |
| 保健大臣                         | ヘンリー・ウィリンク                       | 1943年11月11日 | 保守党           |                                                             |
| 保健大臣政務官                   | フローレンス・ホースブルグ                 | 1940年5月15日  | 保守党           |                                                             |
| インド・ビルマ大臣               | レオポルド・アメリー                       | 1940年5月13日  | 保守党           |                                                             |
| インド・ビルマ大臣政務官         | デヴォンシャー公爵                         | 1940年5月17日  | 保守党           |                                                             |
| インド・ビルマ大臣政務官         | マンスター伯爵                             | 1943年1月1日   | 保守党           |                                                             |
| インド・ビルマ大臣政務官         | リストーウェル伯爵                         | 1944年10月31日 | 労働党           |                                                             |
| 情報大臣                         | ダフ・クーパー                             | 1940年5月12日  | 保守党           |                                                             |
| 情報大臣                         | ブレンダン・ブラッケン                     | 1941年7月20日  | 保守党           |                                                             |
| 情報大臣政務官                   | ハロルド・ニコルソン                       | 1940年5月17日  | 労働党国民政府派 |                                                             |
| 情報大臣政務官                   | アーネスト・サートル                       | 1941年7月20日  | 労働党           |                                                             |
| 労働・国民兵役大臣               | アーネスト・ベヴィン                       | 1940年5月13日  | 労働党           | 1940年10月3日から戦時内閣入り                               |
| 労働大臣政務官                   | ラルフ・アッシュトン                       | 1940年5月15日  | 保守党           |                                                             |
| 労働大臣政務官                   | ジョージ・トムリンソン                     | 1941年2月8日   | 労働党           |                                                             |
| 労働大臣政務官                   | マルコム・マコーコーデル                   | 1942年2月4日   | 保守党           |                                                             |
| ランカスター公領大臣             | ハンキー男爵                               | 1940年5月14日  | 無所属           |                                                             |
| ランカスター公領大臣             | ダフ・クーパー                             | 1941年7月20日  | 保守党           |                                                             |
| ランカスター公領大臣             | アーネスト・ブラウン                       | 1943年11月11日 | 自由党国民政府派 |                                                             |
| 北西アフリカ弁理公使             | ハロルド・マクミラン                       | 1942年12月30日 | 保守党           |                                                             |
| 中東弁理公使                     | オリバー・リトルトン                       | 1942年2月19日  | 保守党           | 戦時内閣閣僚                                                |
| 中東弁理公使                     | リチャード・ケーシー                       | 1942年3月19日  | 無所属           | 1943年12月23日まで戦時内閣入り イギリスの庶民院議員ではない |
| 中東弁理公使                     | モイン卿                                   | 1944年1月28日  | 保守党           |                                                             |
| 中東弁理公使                     | サー・エドワード・グリッグ                 | 1944年11月21日 | 保守党           |                                                             |
| 副国務大臣                       | モイン卿                                   | 1942年8月27日  | 保守党           |                                                             |
| ワシントン弁理公使               | ジョン・ジェスティン・ルーエリン           | 1942年11月22日 | 保守党           |                                                             |
| ワシントン弁理公使               | ベン・スミス                               | 1943年11月11日 | 労働党           |                                                             |
| 西アフリカ弁理公使               | スウィントン子爵                           | 1942年6月8日   | 保守党           |                                                             |
| 西アフリカ弁理公使               | ハロルド・バルフォア                       | 1944年11月21日 | 保守党           |                                                             |
| 無任所大臣                       | アーサー・グリーンウッド                   | 1940年5月11日  | 労働党           |                                                             |
| 無任所大臣                       | サー・ウィリアム・ジョウィット             | 1942年12月30日 | 労働党           |                                                             |
| 財務省主計長官                   | クランボーン子爵                           | 1940年5月15日  | 保守党           |                                                             |
| 財務省主計長官                   | ハンキー男爵                               | 1941年7月20日  |                  |                                                             |
| 財務省主計長官                   | サー・ウィリアム・ジョウィット             | 1942年3月4日   | 労働党           |                                                             |
| 財務省主計長官                   | チャーウェル子爵                           | 1942年12月30日 | 保守党           |                                                             |
| 年金大臣                         | サー・ウォルター・ウォマースリー           | 1940年5月15日  | 保守党           |                                                             |
| 年金大臣政務官                   | エレン・ウィルキンソン                     | 1940年5月17日  | 労働党           |                                                             |
| 年金大臣政務官                   | トライオン男爵                             | 1940年10月8日  | 保守党           |                                                             |
| 年金大臣政務官                   | ウィルフレッド・ペイリング                 | 1941年2月8日   | 労働党           |                                                             |
| 郵政長官                         | ウィリアム・モリソン                       | 1940年5月15日  | 保守党           |                                                             |
| 郵政長官                         | ハリー・クルクシャンク                     | 1943年2月7日   | 保守党           |                                                             |
| 郵政副長官                       | チャールズ・ウォーターハウス               | 1940年5月17日  | 保守党           |                                                             |
| 郵政副長官                       | アラン・チャップマン                       | 1941年3月1日   | 保守党           |                                                             |
| 郵政副長官                       | ロバート・グリムストン                     | 1942年3月4日   | 保守党           |                                                             |
| 復興大臣                         | ウールトン卿                               | 1943年11月11日 | 保守党           | 戦時内閣閣僚                                                |
| スコットランド大臣               | アーネスト・ブラウン                       | 1940年5月14日  | 自由党国民政府派 |                                                             |
| スコットランド大臣               | トム・ジョンストン                         | 1941年2月8日   | 労働党           |                                                             |
| スコットランド事務次官           | ジョセフ・ウェストウッド                   | 1940年5月17日  | 労働党           |                                                             |
| スコットランド事務次官           | ヘンリー・ウェダーバーン                   | 1941年2月8日   | 保守党           |                                                             |
| スコットランド事務次官           | アラン・チャップマン                       | 1942年3月4日   | 保守党           |                                                             |
| 海運大臣                         | ロナルド・クロス                           | 1940年5月14日  | 保守党           | 1941年5月1日に軍事輸送大臣へ併合                            |
| 海運大臣政務官                   | サー・アーサー・ソルター                   | 1940年5月15日  | 無所属           |                                                             |
| 社会保険大臣                     | サー・ウィリアム・ジョウィット             | 1944年10月8日  | 労働党           | 1944年11月17日から国民保険大臣                              |
| 国民保険大臣政務官               | チャールズ・ピート                         | 1945年3月22日  | 保守党           |                                                             |
| 国務大臣                         | ビーヴァーブルック卿                       | 1941年5月1日   | 保守党           | 戦時内閣閣僚                                                |
| 国務大臣                         | オリバー・リトルトン                       | 1941年6月29日  | 保守党           | 戦時内閣閣僚 1942年3月12日から空席                          |
| 軍需大臣                         | ハーバード・モリソン                       | 1940年5月12日  | 保守党           |                                                             |
| 軍需大臣                         | サー・アンドリュー・レイ・ダンカン         | 1940年10月3日  | 保守党           |                                                             |
| 軍需大臣                         | ビーヴァーブルック卿                       | 1941年6月29日  | 保守党           |                                                             |
| 軍需大臣                         | サー・アンドリュー・レイ・ダンカン         | 1942年2月4日   | 保守党           |                                                             |
| 軍需大臣政務官                   | ハロルド・マクミラン                       | 1940年5月15日  | 保守党           |                                                             |
| 軍需大臣政務官                   | ウィンダム・ポータル                       | 1940年9月4日   | 保守党           |                                                             |
| 軍需大臣政務官                   | ラルフ・アッシュトン                       | 1942年2月4日   | 保守党           |                                                             |
| 軍需大臣政務官                   | チャールズ・ピート                         | 1942年3月4日   | 保守党           |                                                             |
| 軍需大臣政務官                   | ダンカン・サンズ                           | 1943年2月7日   | 保守党           |                                                             |
| 軍需大臣政務官                   | ジョン・ウィルモット                       | 1944年11月21日 | 労働党           |                                                             |
| 軍需大臣政務官                   | ジェームズ・アーマンド・ド・ロスチャイルド | 1945年3月22日  | 自由党           |                                                             |
| 都市農村計画大臣                 | ウィリアム・モリソン                       | 1942年12月30日 | 保守党           |                                                             |
| 都市農村計画大臣政務官           | ヘンリー・シュトラウス                     | 1942年12月30日 | 保守党           |                                                             |
| 都市農村計画大臣政務官           | アーサー・ジェンキンス                     | 1945年3月22日  | 労働党           |                                                             |
| 商務院総裁                       | サー・アンドリュー・レイ・ダンカン         | 1940年5月12日  | 保守党           |                                                             |
| 商務院総裁                       | オリバー・リトルトン                       | 1940年10月3日  | 保守党           |                                                             |
| 商務院総裁                       | サー・アンドリュー・レイ・ダンカン         | 1941年6月29日  | 保守党           |                                                             |
| 商務院総裁                       | ジョン・ジェスティン・ルーエリン           | 1942年2月4日   | 保守党           |                                                             |
| 商務院総裁                       | ヒュー・ドルトン                           | 1942年2月22日  | 労働党           |                                                             |
| 商務院政務官                     | グウィリム・ロイド＝ジョージ               | 1940年5月15日  | 自由党           | 1940年10月22日から食糧大臣政務官を兼任                      |
| 商務院政務官                     | チャールズ・ウォーターハウス               | 1941年2月8日   | 保守党           |                                                             |
| 貿易大臣                         | ハーコート・ジョンストーン                 | 1940年5月15日  | 自由党           |                                                             |
| 鉱業大臣                         | デイヴィッド・リース・グレンフェル         | 1940年5月15日  | 労働党           |                                                             |
| 燃料大臣                         | ジェフリー・ロイド                         | 1940年5月15日  | 保守党           | 燃料動力大臣に統合                                          |
| 運輸大臣                         | サー・ジョン・リース                       | 1940年5月14日  | 国民党           |                                                             |
| 運輸大臣                         | ジョン・ムーア＝ブラバゾン                 | 1940年10月3日  | 保守党           |                                                             |
| 軍需生産大臣                     | ビーヴァーブルック卿                       | 1942年2月4日   | 保守党           | 1942年2月19日以降しばらく空席                               |
| 軍需生産大臣                     | オリバー・リトルトン                       | 1942年3月12日  | 保守党           |                                                             |
| 陸軍大臣                         | アンソニー・イーデン                       | 1940年5月11日  | 保守党           |                                                             |
| 陸軍大臣                         | デイヴィッド・マーゲソン                   | 1940年12月22日 | 保守党           |                                                             |
| 陸軍大臣                         | サー・P・J・グリッグ                       | 1942年2月22日  | 国民党           |                                                             |
| 陸軍大臣事務次官                 | サー・ヘンリー・ページ・クロフト           | 1940年5月17日  | 保守党           |                                                             |
| 陸軍大臣事務次官                 | サー・エドワード・グリッグ                 | 1940年5月17日  | 保守党           |                                                             |
| 陸軍大臣事務次官                 | アーサー・ヘンダーソン                     | 1942年3月4日   | 労働党           |                                                             |
| 陸軍財務官                       | リチャード・ロー                           | 1940年5月17日  | 保守党           |                                                             |
| 陸軍財務官                       | ダンカン・サンズ                           | 1941年7月20日  | 保守党           |                                                             |
| 陸軍財務官                       | アーサー・ヘンダーソン                     | 1943年2月7日   | 労働党           |                                                             |
| 軍事輸送大臣                     | レザーズ卿                                 | 1941年5月1日   | 保守党           |                                                             |
| 軍事輸送大臣政務官               | フレデリック・モンタギュー                 | 1940年5月18日  | 労働党           |                                                             |
| 軍事輸送大臣政務官               | ジョン・ジェスティン・ルーエリン           | 1941年5月1日   | 保守党           |                                                             |
| 軍事輸送大臣政務官               | サー・アーサー・ソルター                   | 1941年6月29日  | 無所属           |                                                             |
| 建設長官                         | トライオン卿                               | 1940年5月18日  | 保守党           |                                                             |
| 建設長官                         | サー・ジョン・リース                       | 1940年10月3日  | 国民党           |                                                             |
| 建設長官                         | ポータル卿                                 | 1942年2月22日  | 保守党           |                                                             |
| 建設長官                         | ダンカン・サンズ                           | 1944年11月21日 | 保守党           |                                                             |
| 建設大臣政務官                   | ジョージ・ヒックス                         | 1940年11月19日 | 労働党           |                                                             |
| 建設大臣政務官                   | ヘンリー・シュトラウス                     | 1942年3月4日   | 保守党           |                                                             |
| 司法長官                         | サー・ドナルド・サマヴェル                 | 1940年5月15日  | 保守党           |                                                             |
| 訟務長官                         | サー・ウィリアム・ジョウィット             | 1940年5月15日  | 労働党           |                                                             |
| 訟務長官                         | サー・デイヴィッド・マクスウェル・ファイフ | 1942年3月4日   | 保守党           |                                                             |
| スコットランド法務長官           | トーマス・クーパー                         | 1940年5月15日  | 保守党           |                                                             |
| スコットランド法務長官           | ジェームズ・リード                         | 1941年6月5日   | 保守党           |                                                             |
| スコットランド法務次官           | ジェームズ・リード                         | 1940年5月15日  | 保守党           |                                                             |
| スコットランド法務次官           | デイヴィッド・キング・マレー               | 1941年6月5日   | 保守党           |                                                             |
| 王室会計局長官                   | ロバート・グリムストン                     | 1940年5月17日  | 保守党           |                                                             |
| 王室会計局長官                   | サー・ジェームズ・エドモンドソン           | 1942年3月12日  | 保守党           |                                                             |
| 王室会計監査官                   | ウィリアム・ホワイトリー                   | 1940年5月17日  | 労働党           |                                                             |
| 王室会計監査官                   | ウィリアム・ジョン                         | 1942年3月12日  | 労働党           |                                                             |
| 王室会計監査官                   | ジョージ・マザーズ                         | 1944年10月2日  | 労働党           |                                                             |
| 王室副侍従長                     | サー・ジェームズ・エドモンドソン           | 1940年5月17日  | 保守党           |                                                             |
| 王室副侍従長                     | ウィリアム・ボウルトン                     | 1942年3月12日  | 保守党           |                                                             |
| 王室副侍従長                     | アーサー・スチュワート・レスリー・ヤング   | 1944年7月13日  | 保守党           |                                                             |
| 儀杖衛士長                       | スネル卿                                   | 1940年5月31日  | 労働党           |                                                             |
| 儀杖衛士長                       | フォーテスキュー伯爵                       | 1945年3月22日  | 保守党           |                                                             |
| 衛士長                           | テンプルモア卿                             | 1940年5月31日  | 保守党           |                                                             |
| 侍従                             | フォーテスキュー伯爵                       | 1940年5月31日  | 保守党           |                                                             |
| 侍従                             | クリフデン子爵                             | 1940年5月31日  | 自由党           |                                                             |
| 侍従                             | アルネス卿                                 | 1940年5月31日  | 自由党国民政府派 |                                                             |
| 侍従                             | ノーマンビー侯爵                           | 1945年3月22日  | 保守党           |                                                             |